# Kiristäjä
Kiristäjä eller Kinislampi är en sjö i Finland. Den ligger i kommunen Rovaniemi i landskapet Lappland, i den norra delen av landet, 700 km norr om huvudstaden Helsingfors. Kiristäjä ligger 195,5 meter över havet. Arean är 18,4 hektar och strandlinjen är 2,32 kilometer lång. Sjön  ingår i Kemi älvs huvudavrinningsområde. 